# Cancán (indumentaria)

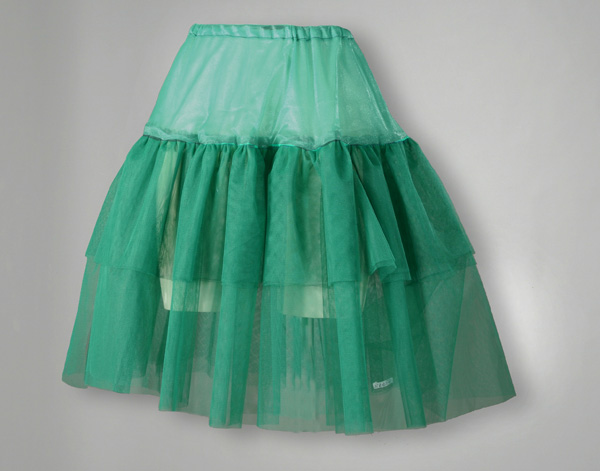
Cancán de nailon color verde

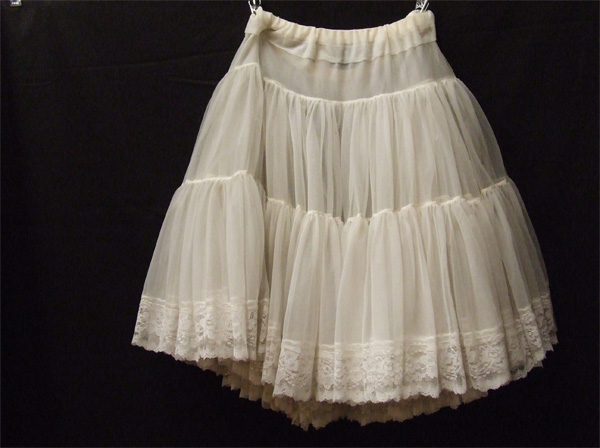
Cancán de nailon color blanco

El cancán, palabra proveniente del francés cancan, sirve para designar en España a unas enaguas elaboradas con poliéster o algodón y situada bajo los vestidos de falda propios tanto del new look como de la moda del Rock and roll.